# Holovousy, Jičín
Holovousy là một làng thuộc huyện Jičín, vùng Královéhradecký, Cộng hòa Séc.